# Isidor Neumann

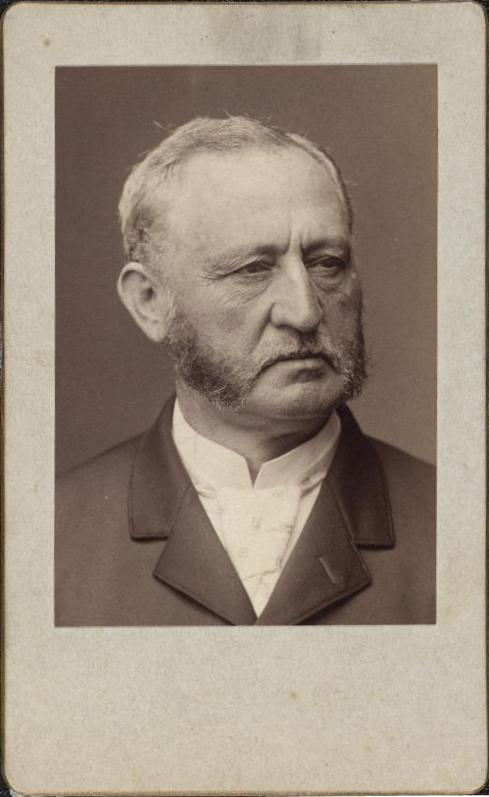
Isidor Neumann, Fotografie von Fritz Luckhardt

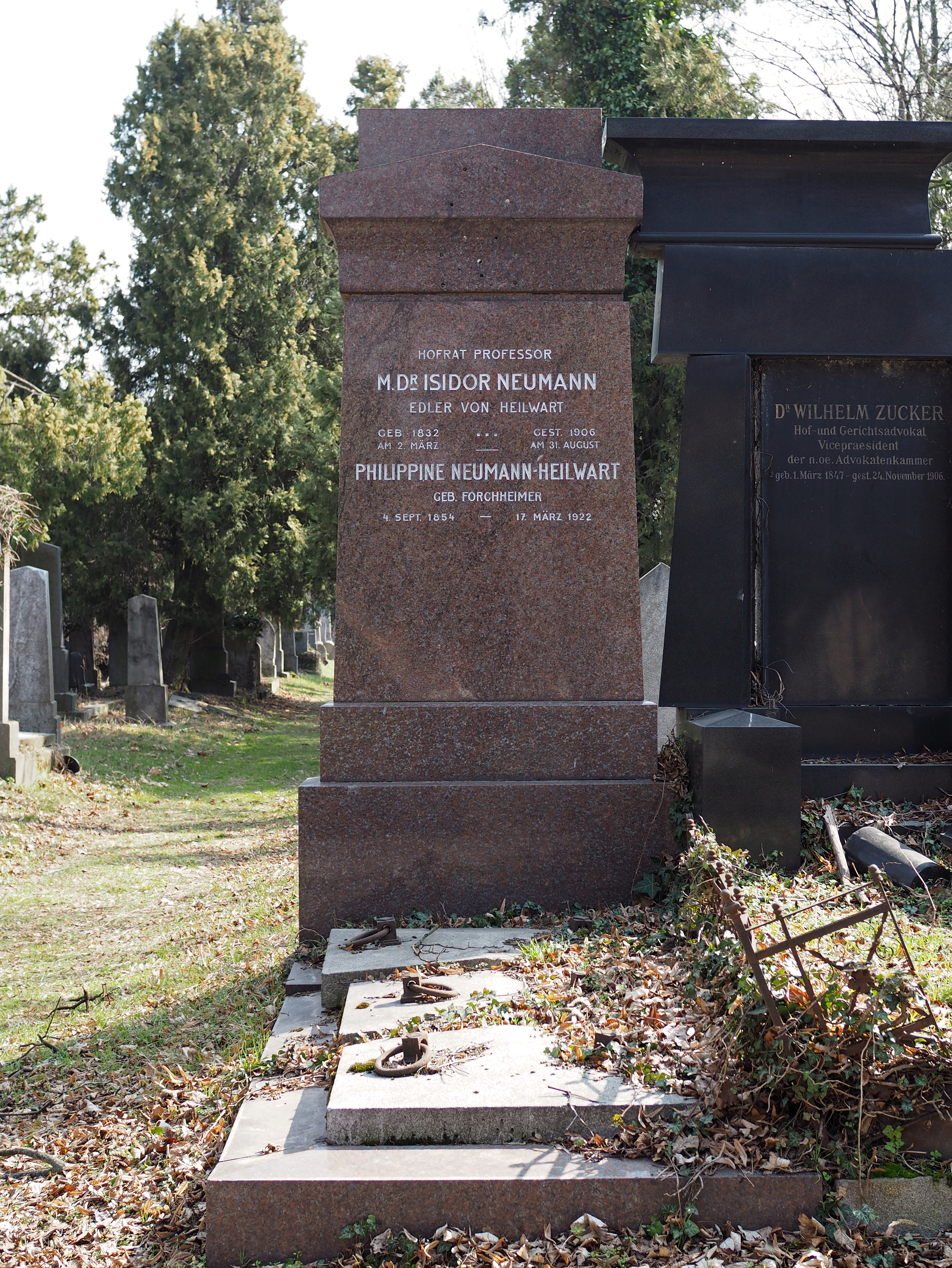
Grab von Isidor Neumann auf dem Wiener Zentralfriedhof

Isidor Neumann, 1905 geadelt als Edler von Heilwart (* 2. März 1832 in Mißlitz; † 31. August 1906 in Bad Vöslau) war ein österreichischer Dermatologe und Syphilidologe.

## Leben
Isidor Neumann, gebürtig aus Mähren, widmete sich nach abgelegter Matura einem Studium der Medizin an der Universität Wien, das er 1858 mit dem Erwerb des akademischen Grades eines Dr. med. abschloss. Neumann erhielt eine allgemeinmedizinische Ausbildung bei Carl von Rokitansky und Josef von Škoda sowie eine histopathologische Ausbildung bei Carl Wedl. In der Folge trat er 1859 eine Assistentenstelle bei Ferdinand von Hebra an, bevor er sich 1862 für das Fachgebiet Hautkrankheiten habilitierte.
Isidor Neumann, 1875 zum apl. Professor ernannt, übernahm 1881 in der Nachfolge von Carl von Sigmund die Leitung der ersten klinischen Abteilung für Syphilis sowie den Lehrstuhl für Syphilidologie an der Universität Wien, nachdem er sich zuvor in einer harten Auseinandersetzung gegen seinen Konkurrenten Heinrich Auspitz durchgesetzt hatte. Der 1904 emeritierte Neumann, als Nachfolger wurde sein Schüler Ernest Finger eingesetzt, verstarb 1906 auf seinem Landsitz bei Bad Vöslau an den Folgen eines Schlaganfalls. Er ruht in der alten israelitischen Abteilung des Wiener Zentralfriedhofes.
Neumann, er befasste sich als einer der ersten mit der mikroskopischen Anatomie von Hautkrankheiten, setzte einen Schwerpunkt seiner Forschungen auf die Mykologie. Er fungierte als Berater der k.u.k. Regierung und erreichte die Einführung des Faches Dermatologie als Prüfungsdisziplin für Studenten der Medizin. Neumann beschrieb 1886 in einer in der Vierteljahrsschrift für Dermatologie und Syphilis erschienenen Arbeit eine Form der Pemphigus vulgaris, die später unter dem Namen Pemphigus vegetans von Neumann bekannt wurde. Außerdem legte er als Erster eine detaillierte Studie über vorzeitige Hautalterung, bedingt durch extreme Witterungseinflüsse, vor.
Zu den Schülern von Isidor Neumann gehört der Wiener Dermatologie Salomon Ehrmann (1854–1926).

## Publikationen
- Lehrbuch der Hautkrankheiten, Wilhelm Braumüller, Wien 1869.
- Zur Kenntniss der Lymphgefässe der Haut des Menschen und der Säugethiere, Wilhelm Braumüller, Wien 1873
- Atlas der Hautkrankheiten, Wilhelm Braumüller, Wien 1890